# 321 هـ
321 هـ هي سنة في التقويم الهجري امتدت مقابلةً في التقويم الميلادي بين سنتي 933 و933.

## وفيات
- الجهشياري
- فقير بن موسى الأسواني
- الطحاوي
- محمد بن نوح الجنديسابوري الفارسي
- 23 رجب - ابن دريد الشاعر والأديب والنحوي العربي. (ولد 223 هـ).
- 23 رجب - أبو هاشم الجبائي عالم وفقيه من المعتزلة. (ولد275هـ).